# البلاد (روزنامه بحرینی)
البلاد (عربی: البلاد) یک روزنامه سیاسی و جامع به زبان عربی است که در بحرین منتشر می‌شود و مونس المردی سردبیر آن است.
این روزنامه روزانه در ۱۰ هزار نسخه چاپ می‌شود.

## تاریخچه
البلاد در ۱۵ اکتبر ۲۰۰۸ در طول یک دوره زمانی که کشور شاهد پیشرفت قابل ملاحظه‌ای در زمینه رسانه‌ها و روزنامه‌نگاران بود، تأسیس شد و توسط انتشارات البلاد برای چاپ ، انتشار و توزیع منتشر می‌شود.
وب سایت رسمی آن در همان روز به عنوان اولین شماره روزنامه منتشر شد.

## نامگذاری
نامگذاری این روزنامه با اشاره به نام کشور نمادگرایی و معانی بزرگی که منعکس کننده این واقعیت است که البلاد سخنگوی پادشاهی بحرین است.

## خط کار روزنامه
البلاد یک روزنامه مستقل در تلاش با تأکید بر وابستگی عربی و اسلامی بحرین و ترویج وحدت ملی است و در عین حال بیانگر احترام به اصول دموکراسی و پلورالیسم سیاسی، مذهبی و فرهنگی می‌باشد. این روزنامه همچنان در رابطه با حفظ دستاوردهای ملی و تلاش در جهت ساخت و توسعه و تقویت ارزش‌های آزادی، عدالت، برابری، حقوق بشر و مشارکت در دستیابی به اراده مردم فعالیت می‌کند.
البلاد تریبونی برای سخنرانی در فضای آزاد برای دیدگاه‌های مختلف و میدانی برای نقد سازنده و بیان‌کننده آرزوهای جامعه و نگرانی‌های آن درمیان دسته‌ها و اجزای مختلف جامعه است، که این نشان‌دهنده موقعیت فرهنگی بحرین و موقعیت اقتصادی متمایز آن در سطح منطقه و جهان است.